# Maria W. Stewart
 (janvier 2025).
Si vous disposez d'ouvrages ou d'articles de référence ou si vous connaissez des sites web de qualité traitant du thème abordé ici, merci de compléter l'article en donnant les références utiles à sa vérifiabilité et en les liant à la section « Notes et références ».
Pour les articles homonymes, voir Stewart.
Maria W. Stewart, née Miller en 1803 à Hartford (Connecticut) et morte le 17 décembre 1879, est une écrivaine, professeure, conférencière et activiste américaine. Elle est connue pour avoir été la première femme américaine à avoir tenu des conférences publiques au sujet du mouvement abolitionniste. Ses discours et essais ont contribué à l'avancement éducatif et social des Afro-Américains. Aujourd'hui, elle est reconnue pour son rôle dans le mouvement abolitionniste ainsi que dans les mouvements des droits des femmes aux États-Unis.
Maria W. Stewart a publié deux pamphlets dans le journal The Liberator : Religion and the Pure Principles of Morality, The Sure Foundation on Which We Must Build (1831) qui a appelé l'abolition et l'autonomie des Noirs ainsi que Meditations from the Pen of Mrs. Maria Stewart (1832). Sa carrière de conférencière a été brève, finissant en 1833 après un discours controversé. Elle a ensuite travaillé comme professeur avant de diriger le Freedmen's Hospital à Washington. Elle est morte en 1879.

## Biographie
Maria Stewart est née Maria Miller en 1803 à Hartford dans le Connecticut dans une famille africaine-américaine libre. En 1806, à l'âge de 3 ans, elle perd ses deux parents et est envoyée vivre avec un pasteur blanc et sa famille où elle travaille en servitude jusqu'à l'âge de 15 ans environ sans recevoir aucune éducation. Après avoir quitté la maison du pasteur, elle déménage à Boston et travaille comme domestique. À cette période, elle commence à fréquenter la Sabbath School et développe une affinité jusqu'à la fin de sa vie pour les œuvres religieuses.
Le 10 août 1826, elle épouse James W. Stewart, un agent maritime indépendant à Boston. Le couple n'a pas eu d'enfants car James meurt en 1829. Après son décès, Maria n'a droit à aucun héritage ce qui peut l'avoir encouragé dans ses futurs combats pour les droits des femmes et l'égalité[réf. nécessaire].

## Discours en public
Maria Stewart est la première femme américaine à avoir fait un discours devant un public mixte, formé d'hommes et de femmes, de blancs ou d'afro-américains. Elle est également la première femme afro-américaine à animer des conférences sur les droits des femmes, et plus particulièrement sur les droits des femmes noires, la religion et la justice sociale. Maria Stewart est reconnue comme une importante figure de la pensée du Black feminism précoce durant la période Jim Crow. Elle est connue également pour avoir été la première femme afro-américaine à appeler publiquement à l'abolition de l'esclavage.